# Велико-Буялицька волость
Велико-Буялицька волость — історична адміністративно-територіальна одиниця Одеського повіту Херсонської губернії.
Станом на 1886 рік складалася з 2 поселень, єдиної сільської громади. Населення — 3329 осіб (1754 чоловічої статі та 1575 — жіночої), 562 дворових господарств.
|                     | Площа, десятин | У тому числі орної, дес. |
| ------------------- | -------------- | ------------------------ |
| Сільських громад    | 17099          | 10000                    |
| Приватної власності | —              | —                        |
| Казенної власності  | —              | —                        |
| Іншої власності     | 120            | 32                       |
| Загалом             | 17219          | 10032                    |

Найбільше поселення волості:
- Великий Буялик — колонія німців при річках Суха Балка та Кошковій за 50 верст від повітового міста, 3329 осіб, 547 дворів, 26 лавок, торжки через 2 тижні по вівторках.